# Quatre-Vallées
Pour les articles homonymes, voir Aure.

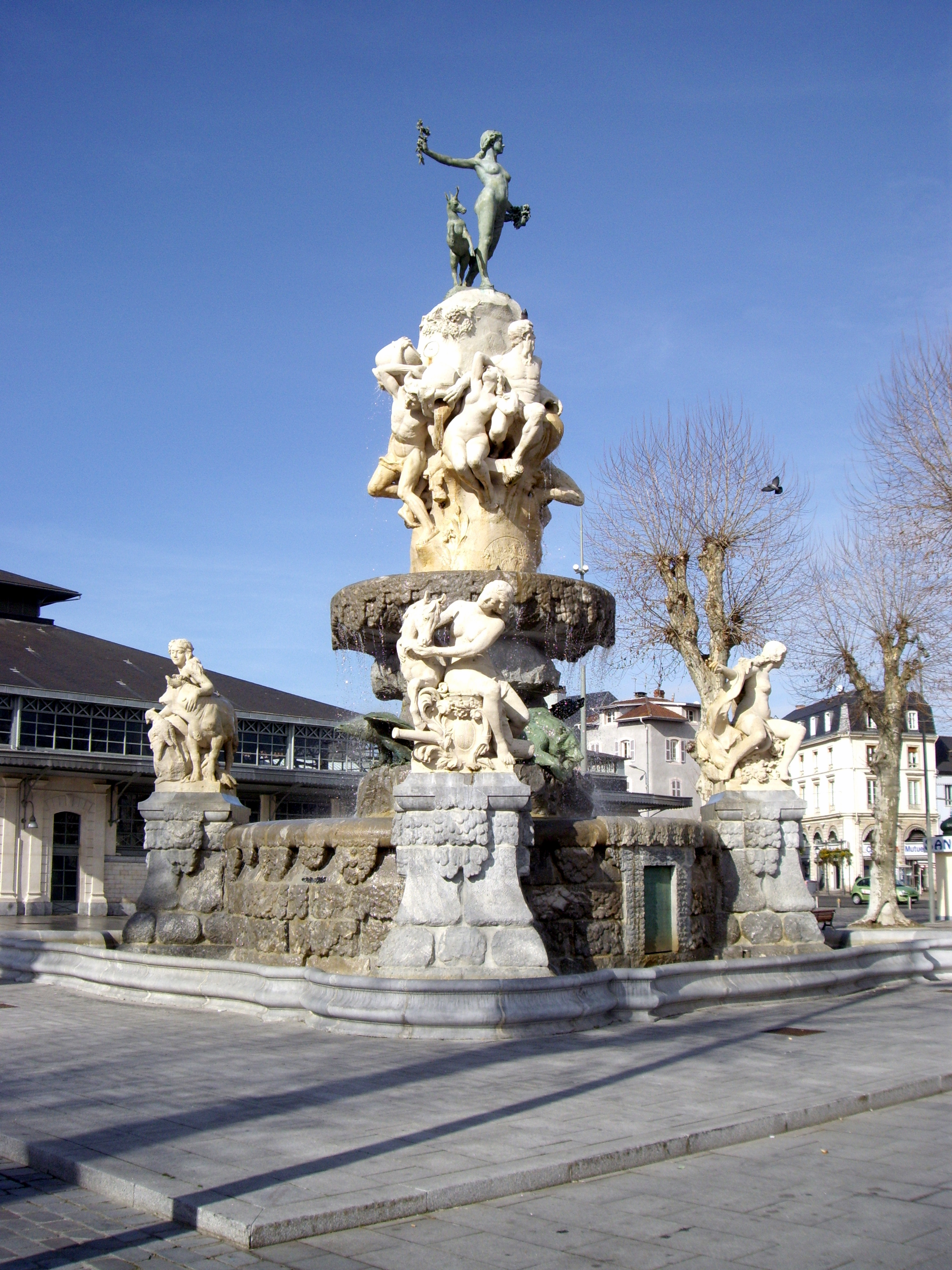
Fontaine des quatre vallées à Tarbes.

Les Quatre-Vallées,,, appelées également le comté d'Aure, sont une ancienne province française qui regroupait les vallées d'Aure (Neste d'amont), de la Basse-Neste, de Barousse et de Magnoac.
Sous l'Ancien Régime, les Quatre-Vallées sont une jugerie. En matière fiscale, elles sont un pays abonné.

## Histoire
- Au Xe siècle, le premier seigneur d'Aure connu est Auréol/Auriol (ca. 915-950). Il est tentant de l'assimiler au vicomte  Auriol Dat frère cadet du comte Raimond Dat de Bigorre (thèse de l'historien Jean de Jaurgain), mais l'historien Christian Settipani reste dubitatif et estime qu'on ne peut connaître avec certitude l'origine d'Auriol d'Aure. Auréol épouse Faquilène (aussi nommée Gersende ?) d'Astarac, fille du comte Arnaud Ier Garcie (fils du comte de Gascogne Garcia Sanche le Courbé) et sœur du comte Arnaud II d'Astarac : veuve, elle se remariera avec ledit Ramon Dat de Bigorre ; elle est sans doute la mère de Louis et la grand-mère de Garcia-Arnaud, deux comtes de Bigorre ; et la mère des frères Guillaume Auriol d'Aure (père de Talèse qui x Arnaud II d'Astarac, probablement son cousin germain), Garcia Auriol d'Aure et Arnaud (Ier) Auriol d'Aure qui suivent, Dat Auriol et Mansio Auriol vicomtes de Labarthe).  
Sous toute réserve — les premiers sires/vicomtes étant peu assurés — on trouve ensuite comme seigneurs puis vicomtes ou comtes d'Aure : Garcie-Arnaud Ier, fils d'Arnaud (Ier) Auriol < Arnaud (II) Garcie († vers 1045 ; mais certains raccourcissent les générations et présentent Arnaud Garcie comme directement le fils de Garcie Auriol ci-dessus) < Garcie-Arnaud II († vers 1060 ; frère de Raimond) < Odon Ier (frère d'Arnaud (III) et Raimond) < Sanche-Garcie < Odon II, † après 1128 < Arnaud (IV) < Bertrande d'Aure, mariée vers 1160 à Guy de Comminges, fils cadet de Bernard Ier de Comminges, d'ou : < Raimond de Comminges comte d'Aure (frère aîné d'Odon d'Aure vicomte de Larboust, † 1210, x Béatrice de Lautrec, d'où Sanche-Garcie de Larboust, lui-même père de Géraud de Larboust, et pour certains auteurs aussi père d'Arnaud II de Coarraze ci-après ; mais Arnaud de Coarraze est plutôt considéré comme le fils de Raimond Arnaud III de Coarraze !) < Bernard d'Aure ci-dessous, † vers 1221 (son frère Sanche Garcie épouse Agnès d'Aster, d'où une fille qui marie Arnaud de Coarraze qu'on vient d'évoquer, d'où la suite des vicomtes d'Aster). 
- Les Quatre-Vallées ou comté d'Aure sont héritées en 1235 par Arnaud-Guillaume/Guilhem II vicomte de Labarthe, grâce à  son mariage avec la fille de Bernard comte d'Aure, son suzerain. À la fin du XIIIe siècle, leur fille Brunissende, vicomtesse de Labarthe et comtesse d'Aure (sa sœur Véronique de Labarthe est la femme, sans postérité, d'Arnaud-Bernard d'Armagnac-Fézensaguet, le frère cadet du comte Géraud VI d'Armagnac ci-dessous) apporte ses domaines à son mari Bertrand Ier de Fumel, d'où Arnaud-Guilhem III, lui-même époux de Mascarose d'Armagnac — fille de Géraud VI d'Armagnac et sœur de Bernard VI — et père de Géraud de Labarthe-Fumel (une sœur d'Arnaud-Guilhem III, Sibylle de Labarthe d'Aure, † 1312, épouse Bertrand Ier de Durfort de Clermont-Soubiran (Clermont-Dessus) et Malause). 
Le fils de Géraud, Jean de Labarthe-Fumel († le 5 octobre 1398) succède à son père en 1352 : mais, ruiné et sans héritier direct, Jean de Labarthe doit se reconnaître dès le 30 décembre 1378 le vassal de Jean II d'Armagnac — le fils de Jean Ier et le père de Bernard VII d'Armagnac — puis il lègue par testament du 5 septembre 1398 ses biens à son arrière-cousin le connétable Bernard VII d'Armagnac (Géraud de Labarthe était le cousin germain de Jean Ier d'Armagnac, fils de Bernard VI, père de Jean II, et grand-père de Bernard VII d'Armagnac), qui lui succède donc au comté d'Aure le 17 octobre 1398. Ce faisant, Jean de Labarthe négligeait les droits du petit-fils de sa sœur, Philippe IV de Lévis vicomte de Lautrec (petit-fils de sa sœur Saure de Labarthe x Guigue de Lévis-Lautrec, qu'il avait pourtant reconnu comme héritier par un testament antérieur du 12 août 1382).
Les Quatre-Vallées passèrent successivement à Jean IV (1396-1450 ; fils de Bernard VII) et Jean V d'Armagnac (1420-73). Celui-ci en fit donation à sa sœur, Isabeau d'Armagnac (1433-1475). Il fut tué lors du sac de Lectoure. Le sénéchal de Toulouse Gaston du Lion (aussi sénéchal de Saintonge et du Bazadais, seigneur de Bezaudun par sa mère Marguerite fille de Jean de Bezaudun et Marie de Campet, vicomte de L'Isle et de Canet pour Louis XI dont il était chambellan, frère de l'archevêque Pierre du Lion) ayant sauvé Isabeau lors de la prise de Lectoure, celle-ci en fit son héritier, tant pour ses biens patrimoniaux que pour les Quatre-Vallées. La fille héritière de Gaston et de Jeanne vicomtesse de Lavedan, Louise du Lion, épousa Charles de Bourbon auquel elle transmit les Quatre-Vallées, la vicomté de Lavedan et Malause-en-Quercy : d'où la Maison de Bourbon-Lavedan.
Un sénéchal et un juge royal, assisté de deux lieutenants, résidaient à Castelnau de Magnoac. Tous les ans, une assemblée, présidée par le sénéchal ou, en son absence, par le juge royal, siégeait à Castelnau, lieu ordinaire de sa convocation et de sa réunion.

## Territoire
Sous l'Ancien Régime, les Quatre-Vallées étaient divisées en quarante paroisses : treize relevaient du diocèse d'Auch ; les vingt-sept autres, du diocèse de Comminges.
 La vallée d'Aure comprenait deux sièges royaux : l'un à Arreau, l'autre à Vignec.
Les localités dépendantes du siège d'Arreau étaient, outre Arreau : Ancizan, Aulon, Barrancoueu, Bazus (auj. Bazus-Aure), Cadéac, Camparan, Cazaux (auj. Cazaux-Debat), Grailhen, Grézian, Guchan, Guchen, Jézeau, Lançon, Ousten et Pailhac.
Les localités dépendantes du siège de Vignec étaient, outre Vignec : Aragnouet, Azet, Bourisp, Cadeilhan et Trachère (auj. Cadeilhan-Trachère), Ens, Estensan, Eget, Le Plan, Sailhan, Saint-Lary et Soulan (auj. Saint-Lary-Soulan), Tramezaigues et Vielle (auj. Vielle-Aure).
 La vallée de la Neste comprenait sept communautés d'habitants : Labarthe (aujourd'hui, La Barthe-de-Neste), son chef-lieu ; Bazus (aujourd'hui, Bazus-Neste) ; Bizous ; Lortet ; Mazouau ; Mour (réunie, en 1808, à La Barthe-de-Neste) ; et Saint-Arroman.

 La Barousse ne comprenait qu'un siège royal, à Gembrie. Les localités qui relevaient de celui-ci étaient, outre Gembrie : Arreau, Bramevaque, Créchets, Gaudent, Générest et Loures (auj. Loures-Barousse).

 Le Magnoac comprenait deux sièges royaux : l'un à Castelnau-Magnoac, l'autre à Monléon.
Les localités dépendantes du siège de Castelnau-Magnoac étaient, outre Castelnau-Magnoac : Auban et Coudemajou, Barthes, Campuzan, Hachan, Savriac-Derrière, Villemur et Vieuzos.
Les localités dépendantes du siège de Monléon étaient, outre Monléon : Ariès et Espenan, Castérets, Cizos et Houlon, Devèze, Garaison, Gaussan, La Commanderie ou Sariac-Devant, Lalanne, Laran, Legoua, Lepouy, Madiran, Sabarros et Termes (auj. Thermes-Magnoac).